# گنادی بوندارنکو
گنادی بوندارنکو (روسی: Геннадий Борисович Бондаренко؛ ۴ فوریهٔ ۱۹۲۹ – ۱۰ آوریل ۱۹۸۹) بازیکن فوتبال اهل اتحاد جماهیر شوروی سوسیالیستی بود.
از باشگاه‌هایی که در آن بازی کرده‌است می‌توان به باشگاه فوتبال زنیت سن پترزبورگ و باشگاه فوتبال دینامو مسکو اشاره کرد.